# Спартак (Дрогобич)
«Спартак» — українська радянська футбольна команда з міста Дрогобич. Команда з найбільшою кількістю чемпіонств у Чемпіонаті Дрогобицької області та перша в історії українського футболу, яка здобула чемпіонські титули двох областей. 
Станом на сьогоднішній момент «Спартак» є найбільш титулованою футбольною командою Дрогобича за всю історію місцевого футболу. 

## Історія
Філія товариства «Спартак» в Дрогобичі з’явилася в проміжку між груднем 1939 року і січнем 1940 року. У розпорядження філії одразу перейшов один із головних стадіонів міста на вулиці Трускавецькій, який отримав назву «Спартак».
У 1940 році футбольний колектив «Спартака» вперше взяв участь у Кубку УРСР, пройшовши лише два раунди.
Після війни «Спартак» виступав як на обласному, так і на республіканському рівнях. Команда брала участь у розіграші Чемпіонату УРСР серед КФК 1946 року, посівши 5-е місце. Також «Спартак» заявився на Чемпіонат УРСР серед КФК 1948 року, але був дискваліфікований під час турніру.
Наприкінці 1940-х років місцевий «Динамо» взяв під опіку начальник Управління НКВС по Дрогобицькій області Олександр Сабуров. Впливовий опікун почав комплектувати заявку динамівців якісними гравцями, переводячи найкращих місцевих виконавців до «Динамо». Тож у той час «Спартак» покинули основні гравці, і команда, втративши лідерів, не змогла повернутися на попередній рівень, виступаючи протягом 1950-х років переважно на обласних і міських змаганнях.
Улітку 1958 року Дрогобицький обласний комітет із фізичної культури і спорту затвердив положення про проведення першості області, присвяченої 40-річчю КПУ та 41-річчю встановлення більшовицької влади в Петрограді. У змаганнях планувалася участь 42 колективів, розподілених на дві ліги, кожна з яких мала по дві зони. Старт турніру призначили на 20 липня. Попередній етап завершився до початку осені. 18 вересня в Дрогобичі розпочалися фінальні матчі чемпіонату області. Разом із дрогобицьким «Спартаком» до фіналу вийшли стрийський «Авангард», роздільський «Будівельник», нижанківський «Колгоспник» і трускавецький «Спартак». Упродовж 18–28 вересня дрогобичани зіграли чотири матчі: «Спартак» — «Авангард» 1:4, «Спартак» — «Колгоспник» 2:1, «Спартак» — «Будівельник» 3:2. Долю чемпіонства вирішив останній поєдинок: перемога дрогобичан над спартаківцями з Трускавця з рахунком 9:1 принесла їм черговий титул.
У 1959 році після приєднання Дрогобицької області до Львівської вирішили провести єдиний чемпіонат. Того ж сезону в об’єднаному чемпіонаті перемогу здобув дрогобицький «Спартак», повторивши досягнення «Юнака».
Успіх спартаківців із Дрогобича був радше несподіваним, ніж очікуваним. На той момент частина провідних футболістів уже покинула колектив, перейшовши до фінансово спроможнішого «Нафтовика», який наступного сезону стартував у Класі «Б» Чемпіонату СРСР.
Останнім серйозним досягненням дрогобицького «Спартака» стало чемпіонство 1960 року в Чемпіонаті всеукраїнського ДСТ «Спартак». Фінальні матчі турніру провели на стадіонах Дрогобича та Самбора. У змаганні чотирьох найсильніших спартаківських колективів — київського, харківського, дніпропетровського — дрогобичани здобули перше місце, програвши лише один раз.
Остання згадка про футбольний колектив припадає на 1964 рік.

## Досягнення

### Всеукраїнський рівень
Чемпіонат всеукраїнського ДСТ «Спартак»
- Чемпіон (1): 1960.

### Обласний рівень
Чемпіонат Дрогобицької області
- Чемпіон (4): 1946, 1951, 1958, 1959(?).

 Кубок Дрогобицької області
- Володар (1): 1946.

- Фіналіст (1): 1950.

 Чемпіонат Львівської області
- Чемпіон (1): 1959.

### Міський рівень
Чемпіонат Дрогобича
- Чемпіон (1): 1950.

 Кубок Дрогобича
- Володар (3): 1946, 1950, 1951.

## Результати

### Кубки УРСР

#### 1940 рік
1-е коло. 30 червня. Дрогобич. «Спартак» Дрогобич — «Спартак» Станіслав — 5:3.
2-е коло. 7 липня. Рівне. «Спартак» Рівне — «Спартак» Дрогобич — 4:2.

#### 1945 рік
2-е коло. Львів. «Динамо» (Львів) — «Спартак» (Дрогобич) — 9:0.

#### 1946 рік
1-е коло. 3 жовтня. Дрогобич. «Спартак» (Дрогобич) — «Динамо» (Мукачеве) — +:- (неявка гостей).
2-е коло. 7 жовтня. Львів. «Спартак» (Львів) — «Спартак» (Дрогобич) — 0:1.
3-є коло. 13 жовтня. Дрогобич. «Спартак» (Дрогобич) — «Динамо» (Луцьк) — 5:0.
1/8 фіналу. 20 жовтня. Херсон. «Спартак» (Херсон) — «Спартак» (Дрогобич) — 2:1

#### 1947 рік
1-е коло. 21 вересня. Дрогобич. «Спартак» (Дрогобич) — «Динамо» (Ужгород) — 1:4.

### Першість УРСР серед КФК 1946 року
| М | Команда                 | 1        | 2        | 3        | 4        | 5       | 6        | 7       | 8        | В  | Н | П  | М'ячі | О  |
| 1 | «Спартак» (Ужгород)     |          | 2:2 3:2  | 7:4 2:0  | 10:1 4:1 | 7:1 6:1 | 7:1 13:1 | +:–     | 16:0 +:– | 13 | 1 | 0  | 77:14 | 27 |
| 2 | «Спартак» (Львів)       | 2:2 2:3  |          | 5:1 14:2 | 5:0 9:1  | 7:2 9:0 | 6:2 2:0  | 9:0 2:0 | 5:1 +:–  | 12 | 1 | 1  | 81:14 | 25 |
| 3 | «Динамо» Луцьк          | 4:7 0:2  | 1:5 2:14 |          | 1:1      | 4:1     | 5:1 2:0  | 3:2 0:0 | 2:1 1:0  | 7  | 3 | 4  | 30:36 | 17 |
| 4 | «Локомотив» (Тернопіль) | 1:10 1:4 | 0:5 1:9  | 1:1      |          | 2:1 0:2 | +:–      | 2:1 1:1 | +:–      | 6  | 3 | 5  | 10:35 | 15 |
| 5 | «Спартак» Дрогобич      | 1:7 1:6  | 2:7 0:9  | 1:4      | 1:2 2:0  |         | 1:3 5:2  | 1:2 5:2 | 7:3 3:1  | 5  | 0 | 9  | 31:52 | 10 |
| 6 | «Спартак» Чернівці      | 1:7 1:13 | 2:6 0:2  | 1:5 0:2  | –:+      | 3:1 2:5 |          | 6:0 3:1 | 3:1 1:1  | 4  | 1 | 9  | 23:44 | 9  |
| 7 | «Спартак» (Станіслав)   | –:+      | 0:9 0:2  | 2:3 0:0  | 1:2 1:1  | 2:1 2:5 | 0:6 1:3  |         | 6:1 +:–  | 3  | 2 | 9  | 15:33 | 8  |
| 8 | «Динамо» Рівне          | 0:16 –:+ | 1:5 –:+  | 1:2 0:1  | –:+      | 3:7 1:3 | 1:3 1:1  | 1:6 –:+ |          | 0  | 1 | 13 | 9:44  | 1  |

1-2 тури. 9-10 травня і 12 травня. «Спартак» Дрогобич — «Динамо» Рівне — 7:3, 3:1.
3-4 тури. 17 і 19 травня. «Динамо» Луцьк — «Спартак» Дрогобич — 4:1, 4:1.
5-6 тури. 23-24 і 26 травня. «Спартак» Дрогобич — «Спартак» (Ужгород) — 1:7, 1:6.
7-8 тури. 31 травня і 2 червня. «Спартак» Станіславів — «Спартак» Дрогобич — 2:1, 2:5.
9-10 тури. 7 і 9 червня. «Спартак» Дрогобич — «Спартак» Львів — 2:7, 0:9.
11-12 тури. 14 і 16 червня. «Локомотив» Тернопіль — «Спартак» Дрогобич — 2:1, 0:2.
13-14 тури. 21 і 23 червня. «Спартак» Дрогобич — «Спартак» Чернівці — 1:3, 5:2.
Склад команди у турнірі: Володимир Николишин, Йосип Николишин, Михайло Монастирський, Михайло Гриник, Ярослав Гороховянка, Стефан Левицький, Віктор Коротун, Казимир Булькевич, Збігнєв Подставик, Володимир Заморьонов, Вацлав Овсік, Ярослав Мороз. Тренер Євген Свідзінський.

### Першість УРСР серед КФК 1948 року
10 зона УРСР. Дрогобицьку команду було знято зі змагань, а усі ігри анулювали.
| №  | Команда               | І | В | Н | П | М | О  |
| 1. | «Динамо» Ужгород      | 7 |   |   |   |   | 12 |
| 2. | «Більшовик» Солотвино | 7 |   |   |   |   | 11 |
| 3. | ДО Стрий              | 7 |   |   |   |   | 10 |
| 4. | «Динамо» Станіслав    | 7 |   |   |   |   | 8  |
| 5. | «Нафтовик» Борислав   | 7 |   |   |   |   | 6  |
| 6. | «Більшовик» Самбір    | 7 |   |   |   |   | 6  |
| 7. | «Медик» Станіслав     | 7 |   |   |   |   | 3  |
| 8. | «Динамо» Чернівці     | 7 |   |   |   |   | 1  |
| -  | «Спартак» Дрогобич    | - | - | - | - | - | -  |

### Чемпіонат Дрогобицької області 1958 року (літо - осінь)
Влітку 1958 р. Дрогобицький обласний комітет з фізичної культури і спорту затвердив положення про проведення першості області, присвяченої 40-річчю КПУ і 41-річчю встановлення більшовицької влади в Петрограді. У змаганнях планувалася участь 42 колективів, розподілених на дві ліги. Кожна ліга мала по дві зони. Старт турніру був призначений на 20 липня. Попередній етап завершився до початку осені. 18 вересня в Дрогобичі розпочалися фінальні матчі чемпіонату області. Звання чемпіона виборювали «Спартак» (Дрогобич), «Авангард» (Стрий), «Будівельник» (Розділ), «Колгоспник» (Нижанковичі), «Спартак» (Трускавець). Упродовж 18-28 вересня дрогобичани зіграли 4 матчі: «Спартак» – «Авангард» – 1:4, «Спартак» – «Колгоспник» – 2:1, «Спартак» – «Будівельник» – 3:2. Доля "золота" вирішувалася в останньому поєдинку змагань. Перемога «Спартака» (Дрогобич) над сусідами з Трускавця з рахунком 9:1 дозволила дрогобичанам зійти на найвищий щабель турнірної таблиці.

### Чемпіонат Львівської області 1959 року
У 1959 році відбулося приєднання Дрогобицької області до Львівської, тому вперше було проведено єдиний чемпіонат регіону в якому першість здобув дрогобицький «Спартак», повторивши досягнення іншого дрогобицького колективу «Юнака» (1939). Успіх дрогобичан виявився примітним ще й тому, що частина провідних футболістів на той момент вже перейшла у більш фінансово спроможний Нафтовик (Дрогобич), який наступного року стартував у класі Б чемпіонату СРСР.

### Чемпіонат Української ради СТ «Спартак» 1960 року
26 березня в Дрогобичі та Самборі розпочався турнір чотирьох найсильніших «спартаківських» команд України на приз республіканської ради товариства «Спартак», присвячений 25-річчю від дня створення організації. Він тривав до 29 березня за участі колективів з Києва, Харкова, Дніпропетровська і Дрогобича.
26 березня. 1 тур. Дрогобич – Харків – 1:0, Київ – Дніпропетровськ – 1:1.
27 березня. 2 тур. Дрогобич – Київ – 0:2, Харків – Дніпропетровськ – 0:1.
29 березня. 3 тур. Дрогобич – Дніпропетровськ – 3:1, Харків – Київ – 1:0.
| М | Команди         | В | Н | П | Р/м | О |
| 1 | Дрогобич        | 2 | 0 | 1 | 4:3 | 4 |
| 2 | Київ            | 1 | 1 | 1 | 3:2 | 3 |
| 3 | Дніпропетровськ | 1 | 1 | 1 | 3:4 | 3 |
| 4 | Харків          | 1 | 0 | 2 | 1:2 | 2 |

## Форма
Червоні футболки та гетри, білі шорти.

## Тренери
- Євген Свідзінський

## Найвідоміші футболісти
- Казимир Булькевич
- Ярослав Горохов'янка
- Михайло Гриник
- Володимир Заморьонов
- Ярослав Мороз
- Володимир Николишин
- Йосип Николишин
- Вацлав Овсік
- Збіґнєв Подставик
- Володимир Ушкалов
- Тадеуш-Кароль Швабович
- Іван-Франц Ярема